# Die Schatzinsel (1934)
Die Schatzinsel ist eine US-amerikanische Literaturverfilmung von Victor Fleming aus dem Jahr 1934. Es handelt sich um die erste Tonfilmadaption des gleichnamigen Romans von Robert Louis Stevenson. In den Hauptrollen spielen Wallace Beery als Pirat Long John Silver und Jackie Cooper als Jim Hawkins.

## Handlung
England, Mitte des 18. Jahrhunderts: Jim Hawkins führt gemeinsam mit seiner verwitweten Mutter den Admiral Benbow, eine Wirtschaft nahe Bristol. Eines stürmischen Abends erscheint der geheimnisvolle und ungehobelte Seefahrer Billy Bones im Benbow und lässt sich ein Quartier geben. Er fällt unter den anderen Gästen durch regelmäßige Trunkenheit auf, in welcher er von einem geheimnisvollen Schatz spricht. Auch scheint er panisch andere Seemänner zu meiden. Eines Tages erhält Bones ungewollten Besuch durch zwei finstere Piraten, den Schwarzen Hund und den Blinden Pew. Der schwer kranke Bones kann diese Aufregung nicht ertragen und fällt tot um. Jim und seine Mutter finden in den Hinterlassenschaften von Bones eine Schatzkarte, die zu den Schätzen des legendären Piratenkapitäns Flint führt. Der örtliche Squire Trelawney und der befreundete Arzt Livesey sammeln Geld und Männer, um sich mit dem Schiff Hispaniola auf die Suche nach dem Schatz zu machen, wobei Jim zum Schiffsjungen gemacht wird.
Geführt wird das Schiff durch den strengen Kapitän Smollett. Ebenfalls an Bord ist der einbeinige Schiffskoch Long John Silver, der sich einst als Pirat auf dem Schiff von Flint befand und den Schatz nun für sich haben will. Der Squire fällt auf Silvers geschickte Freundlichkeiten herein und lässt ihn weitere Männer für das Schiff auswählen, bei denen es sich ebenfalls um Piraten handelt. Obwohl Billy Bones zuvor warnend über einen einbeinigen Piraten zu Jim gesprochen hatte, freundet sich der Schiffsjunge ebenfalls schnell mit dem Koch an. Kurz bevor das Schiff die in der Karibik gelegene Schatzinsel erreicht, überhört Jim Hawkins in einem Apfelfass zufällig ein Gespräch zwischen Silver und den Matrosen, die über ihre geplante Meuterei beraten. Jim berichtet daraufhin dem Squire, Dr. Livesey und Kapitän Smollett von seinem Erlebnis. Durch diesen Wissensvorsprung können sie sich vor den Piraten das Leben retten und verschanzen sich auf einem Fort auf der Insel. Sie können sich erfolgreich gegen die Piraten verteidigen, wobei drei Diener des Squire und viele der Piraten sterben.
Bei seinen Streifzügen über die Insel begegnet Jim einem verwahrlosten Mann namens Ben Gunn, der sich als einziger Bewohner der Insel herausstellt und vor drei Jahren auf der Insel ausgesetzt wurde. Jim nimmt sich ein von Ben Gunn gebautes Ruderboot und schwimmt damit heimlich zur Hispaniola, um eine mögliche Flucht der Piraten zu verhindern. Er macht das Schiff los und segelt damit zu einem sicheren Ort, allerdings muss er auch den Piraten Israel Hands in Notwehr erschießen, als dieser ihn mit einem Messer umbringen will. Jim kehrt zu dem Fort zurück, welches aber inzwischen – zusammen mit der Schatzkarte – an Silver und seine Männer übergeben wurde. Silver nimmt Jim als Geisel, sorgt aber auch dafür, dass er nicht – wie von den anderen Piraten gefordert – sofort umgebracht wird. Silver macht dies allerdings nicht ohne Hintergedanken, denn der Rückhalt bei seinen eigenen Männern schwindet und er spielt mit dem Gedanken eines Seitenwechsels.
Dr. Livesey versucht Jim zu holen, doch der Junge will bei Silver bleiben, da er diesem sein Wort gegeben hat. Die Piraten machen sich schließlich auf die Suche nach dem Schatz, doch an dem angegebenen Ort ist kein Schatz mehr vorhanden. Die verbliebenen Männer meutern gegen Silver, doch Dr. Livesey und Ben Gunn schreiten ein und können die Piraten verjagen. Es stellt sich heraus, dass Ben Gunn bereits Flints Schatz gefunden und in seiner Höhle versteckt hielt, weshalb die ehrlichen Männer auch so bereitwillig ihr Fort und die Schatzkarte mit Silver getauscht hatten. Die Gruppe verlässt mit der Schatzkarte und Silver als Gefangenem die Insel. Jim will seinen ehemaligen Freund Silver allerdings nicht hängen sehen und lässt ihn im nächsten Hafen frei. Als Dank schenkt Silver ihm seinen Papagei, stiehlt aber heimlich noch einen kleinen Teil des Schatzes für sich.

## Hintergrund
Diese Version war bereits die fünfte Verfilmung von Robert Louis Stevensons Roman, allerdings die erste als Tonfilm. Gedreht wurden die Außenszenen hauptsächlich an der Emerald Bay auf Santa Catalina Island vor Kalifornien, weitere Szenen entstanden im Studio von Metro-Goldwyn-Mayer. Der Film hält sich weitgehend an die Vorlage, mit dem nennenswerten Unterschied, dass der Abschied zwischen Jim und Silver deutlich länger und herzlicher ausfällt als im Buch. Seine Weltpremiere feierte der Film am 17. August 1934 in den Vereinigten Staaten.
An den Kinokassen des Jahres 1934 schnitt Die Schatzinsel enttäuschend ab. In seiner Autobiografie äußerte Jackie Cooper später, dass er eine Fehlbesetzung für die Rolle des Jim Hawkins gewesen sei – besser wäre seiner Meinung nach ein etwas älterer und britischer Junge gewesen. Cooper und Wallace Beery waren zuvor bereits in den Filmen The Champ (1931) und The Bowery (1933) gemeinsam aufgetreten. Beery soll allerdings unzufrieden gewesen sein, im Film eigentlich die kleinere Rolle neben dem Kinderstar Cooper zu spielen. Daher zog er sich öfter für mehrere Stunden von den Dreharbeiten zurück und sorgte für lange Pausen, sodass das Drehen einer zweieinhalbseitigen Szene – auf die eigentlich nur ein Tag angesetzt war – fast eine Woche dauerte.

## Kritiken
Bei seiner Veröffentlichung standen die meisten Kritiker dem Film positiv gegenüber, kritisierten ihn allerdings auch als zu lang. Mordaunt Hall schrieb in der New York Times vom 18. August 1934, der Film sei eine „in Maßen zufriedenstellende Adaption“ von Stevensons Roman. Der Film wirke wie viele Adaptionen synthetisch und erreiche nicht die „Kraft und Tiefe des Elternwerkes“. Dennoch sei dieser Film eine der gelungeneren Adaptionen eines Literaturklassikers. Hall lobte insbesondere die Filmsets und die meisten Schauspieler. Wallace Beery mache sich „außerordentlich gut im Hüpfen über das Set mit einem Arm und einem Papagei auf den Schultern“, auch wenn sein Charakter vielleicht nicht präzise der von Stevenson erdachte Silver sei. Variety lobte in seiner Kritik aus dem Jahr 1934 die fotografischen Effekte des Filmes, bei denen man sich „nicht helfen könne, beeindruckt zu sein“.
Leonard Maltin gab Der Schatzinsel in seiner Kurzkritik dreieinhalb von vier Sternen, es handele sich um eine „rührende Adaption“ mit einem „stürmischen“ Beery in der Hauptrolle. Es sei ein „feiner Film“ mit hohen Produktionsstandards. Auch das Lexikon des internationalen Films zeigte sich positiv gestimmt: „Eine fesselnde Umsetzung, die dem Stoff viel Respekt entgegenbringt und von einem faszinierenden Soundtrack unterstützt wird.“